# 奥莱焦堡
奥莱焦堡（義大利語：Oleggio Castello）是意大利诺瓦拉省的一个市镇。总面积5.94平方公里，人口2201人，人口密度370.54人/平方公里（2021年）。ISTAT代码为003109。